# Municipio de Rockvale
El municipio de Rockvale (en inglés: Rockvale Township) es un municipio ubicado en el condado de Ogle en el estado estadounidense de Illinois. En el año 2010 tenía una población de 1770 habitantes y una densidad poblacional de 19,17 personas por km².

## Geografía
El municipio de Rockvale se encuentra ubicado en las coordenadas 42°5′6″N 89°20′17″O / 42.08500, -89.33806. Según la Oficina del Censo de los Estados Unidos, el municipio tiene una superficie total de 92.31 km², de la cual 90,04 km² corresponden a tierra firme y (2,47 %) 2,28 km² es agua.

## Demografía
Según el censo de 2010, había 1770 personas residiendo en el municipio de Rockvale. La densidad de población era de 19,17 hab./km². De los 1770 habitantes, el municipio de Rockvale estaba compuesto por el 96,84 % blancos, el 0,28 % eran afroamericanos, el 0,23 % eran amerindios, el 1,02 % eran asiáticos, el 1,02 % eran de otras razas y el 0,62 % eran de una mezcla de razas. Del total de la población el 2,37 % eran hispanos o latinos de cualquier raza.